# Claus-Dietrich Lahrs
Claus-Dietrich Lahrs (né le 7 juin 1963 à Bielefeld) est un homme d'affaires allemand. Il a été PDG de la compagnie Hugo Boss de 2008 jusqu'à février 2016.
Il devient CEO de Bottega Veneta le 4 octobre 2016. Il succède à Carlo Alberto Beretta.

## Biographie
Claus-Dietrich est titulaire d'une maîtrise en administration des affaires de l'École des hautes études commerciales de Paris. Il commence sa carrière en 1990 chez Delton AG (de). 
En mai 2008, alors qu'il dirige Christian Dior Couture, il est nommé CEO d'Hugo Boss, succèdant à Bruno Saelzer. 